# Đại học Wisconsin–Madison

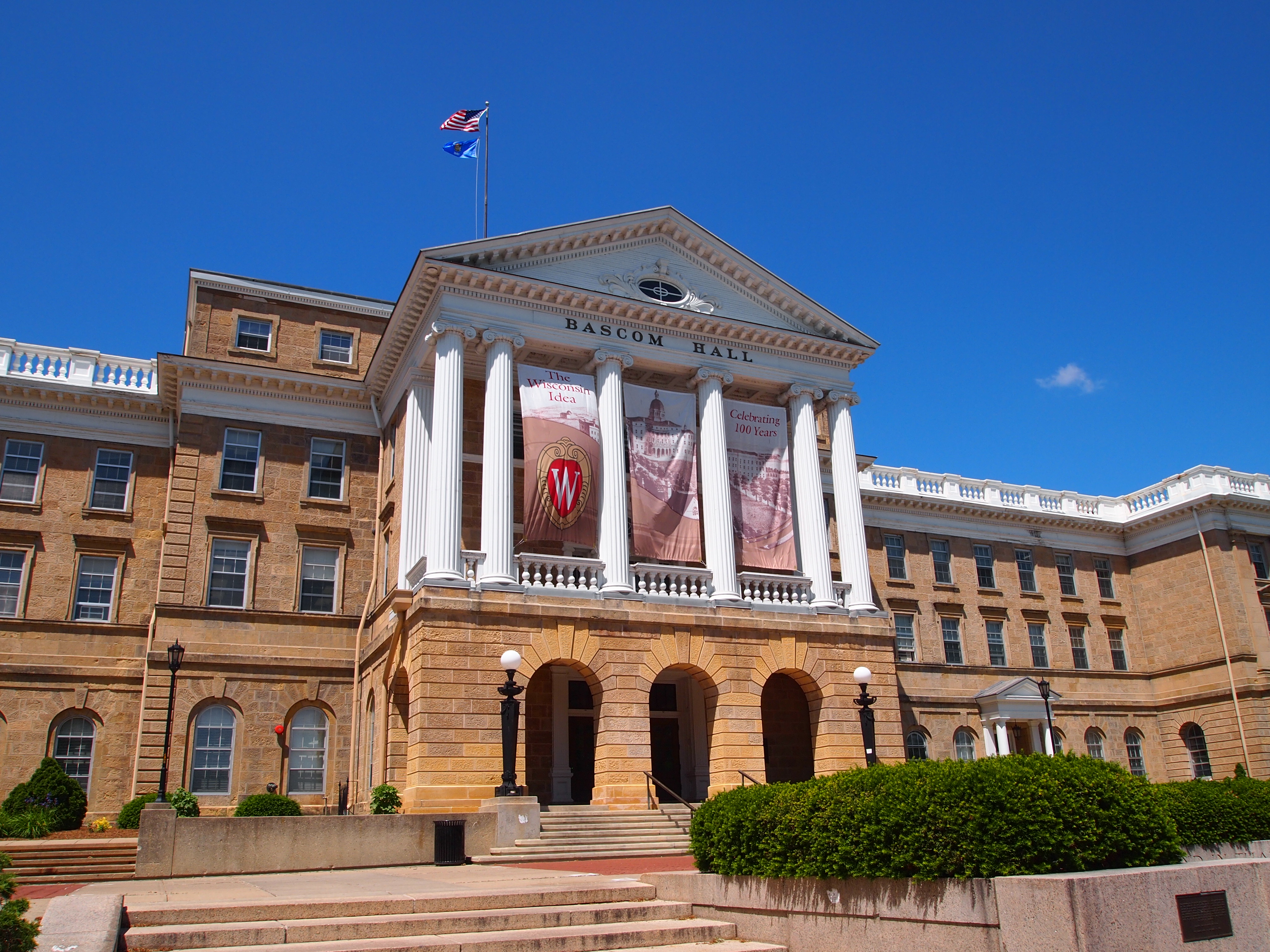
Tòa nhà Bascom (Bascom Hall) trên đỉnh đồi Bascom ở trung tâm của khuôn viên UW.

Viện Đại học Wisconsin-Madison (tiếng Anh: University of Wisconsin-Madison; gọi tắt là University of Wisconsin, Wisconsin, "UW", UW-Madison, hay đơn giản là Madison) còn gọi là Đại học Wisconsin-Madison, là một viện đại học công lập tại Madison, Wisconsin, Hoa Kỳ. Được thành lập khi bang Wisconsin được thành lập năm 1848, UW-Madison trở thành trường đại học chính thức của bang và là viện đại học đi đầu của hệ thống trường đại học Wisconsin. Đây là trường đại học công lập đầu tiên tại Wisconsin; nó hiện vẫn là trường đại học công lập lâu đời lẫn lớn nhất trong bang.

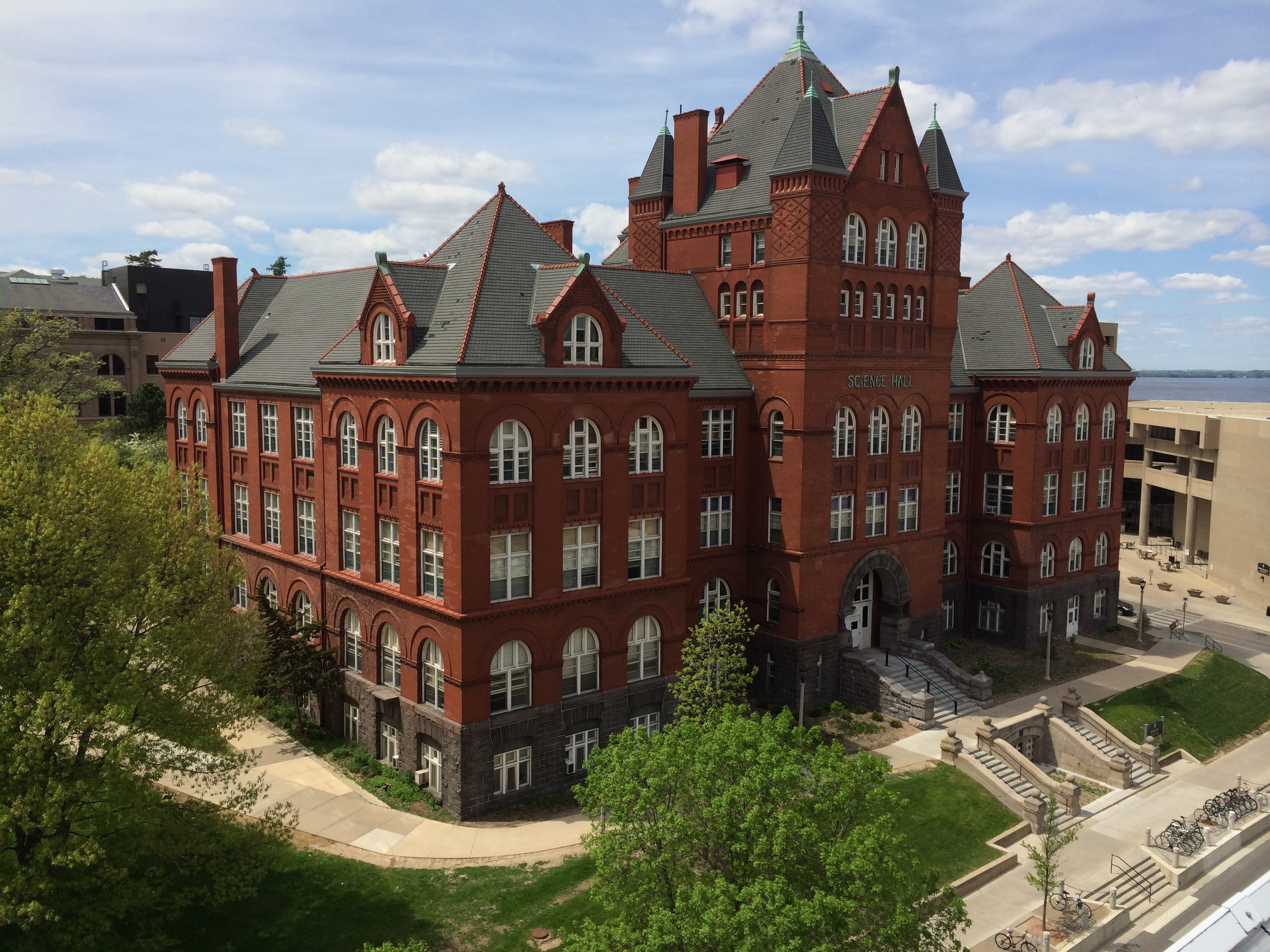
Tòa nhà Khoa học (Science Hall), một trong những tòa nhà cổ kính nhất của trường, tại khu vực đồi Bascom